# Taśtacy
Taśtacy (Tośtacy, Taśtaki) – wiejska grupa etnograficzna zamieszkująca obszar nad Wartą, od granicy dawnego Królestwa Polskiego (Kongresowego) w kierunku Nowego Miasta nad Wartą. Taśtacy zamieszkują m.in. wsie: Czeszewo, Krzykosy, Lubrze, Orzechowo, Pięczkowo, Witowo.
Ludność ta wyróżnia się odrębnymi cechami kulturowymi od sąsiednich grup lokalnych (m.in. Porzeczan).
Nazwa grupy wzięła się z tego powodu, iż powożąc wołają na konia taśta.
W niektórych wioskach przetrwały umiejętności szycia i haftowania białych, tiulowych czepków – kobiecych nakryć głowy.